# Раменка (приток Ксегжи)
Раменка — река в Меленковском районе Владимирской области России, левый приток Ксегжи. Исток — юго-западнее посёлка Соколье. Протекает в юго-восточном направлении по лесной зоне. Устье — юго-западнее деревни Двойново, на границе с Рязанской областью. Длина — 13 км. На реке расположена деревня Рамень.

## Данные водного реестра
По данным государственного водного реестра России относится к Окскому бассейновому округу, водохозяйственный участок реки — Ока от впадения реки Мокша до впадения реки Тёша, речной подбассейн реки — бассейны притоков Оки от Мокши до впадения в Волгу. Речной бассейн реки — Ока.
По данным геоинформационной системы водохозяйственного районирования территории РФ, подготовленной Федеральным агентством водных ресурсов:
- Код водного объекта в государственном водном реестре — 09010300112110000030152
- Код по гидрологической изученности (ГИ) — 110003015
- Код бассейна — 09.01.03.001
- Номер тома по ГИ — 10
- Выпуск по ГИ — 0